# Guy Ier Besors
Pour les articles homonymes, voir Guy Ier.
Guy Ier Besors, est un gentilhomme de l'Autunois du XIIe siècle, dont les ancêtres jouirent d'une très grande considération.

## Biographie
Il épousa l'unique fille de Guy de Villarnoult, Agnès de Villarnoult, qui lui apporta en dot les seigneuries de son père. Il donna du consentement de sa femme et de leurs enfants Guy II Besors, Guillaume Besors, Reine Besors et Pétronille Besors, en 1177 à l'abbaye de Reigny, le plein usage dans ses terres de Quarré-les-Tombes, concession qu'il fit ratifier la même année par les barons de Lormes et Château-Chinon, Hugues II de Blain, et de Chastellux, Artaud de Chastellux, dont elles mouvaient en fief. Les religieux, par reconnaissance, fondèrent dans leur église, un autel où l'on célébrerait à perpétuité une messe, chaque semaine à son intention. La sépulture de cette famille se fit dans cette église abbatiale.

## Seigneuries
Villarnoult ; Sully-Montchanin ; Auxon ; La Provenchère, sur la paroisse de Saint-Léger de Foucheret ; Rouvray, pour partie de Quarré-les-Tombes.